# Seis Naciones M20
El Seis Naciones M20 es una competición de rugby de selecciones de varones menores de 20 años.
La disputan anualmente desde el 2008 las mismas federaciones que participan en el 6 Naciones de mayores del que toma su nombre, incluso se celebra en paralelo a este y con un formato similar, es decir, con el sistema de todos contra todos a una rueda.
La selección juvenil inglesa es la más ganadora al conquistar el título en 8 oportunidades, la sigue Francia e Irlanda con 4 y Gales 1 vez. La mejor ubicación de Escocia ha sido el 3.º puesto logrado en el 2015 e Italia el 3.º puesto logrado en el 2023.

## Campeonatos
| Edición | Año  | Campeón                                       | 2.º puesto                                    | 3.º puesto                                    | 4.º puesto                                    | 5.º puesto                                    | 6.º puesto                                    |
| ------- | ---- | --------------------------------------------- | --------------------------------------------- | --------------------------------------------- | --------------------------------------------- | --------------------------------------------- | --------------------------------------------- |
| I       | 2008 | Inglaterra                                    | Gales                                         | Francia                                       | Irlanda                                       | Italia                                        | Escocia                                       |
| II      | 2009 | Francia                                       | Irlanda                                       | Inglaterra                                    | Escocia                                       | Gales                                         | Italia                                        |
| III     | 2010 | Irlanda                                       | Inglaterra                                    | Gales                                         | Francia                                       | Escocia                                       | Italia                                        |
| IV      | 2011 | Inglaterra                                    | Francia                                       | Gales                                         | Irlanda                                       | Italia                                        | Escocia                                       |
| V       | 2012 | Inglaterra                                    | Francia                                       | Irlanda                                       | Gales                                         | Escocia                                       | Italia                                        |
| VI      | 2013 | Inglaterra                                    | Gales                                         | Irlanda                                       | Escocia                                       | Francia                                       | Italia                                        |
| VII     | 2014 | Francia                                       | Inglaterra                                    | Gales                                         | Irlanda                                       | Italia                                        | Escocia                                       |
| VIII    | 2015 | Inglaterra                                    | Francia                                       | Escocia                                       | Gales                                         | Irlanda                                       | Italia                                        |
| IX      | 2016 | Gales                                         | Francia                                       | Irlanda                                       | Escocia                                       | Inglaterra                                    | Italia                                        |
| X       | 2017 | Inglaterra                                    | Francia                                       | Gales                                         | Irlanda                                       | Escocia                                       | Italia                                        |
| XI      | 2018 | Francia                                       | Inglaterra                                    | Irlanda                                       | Italia                                        | Gales                                         | Escocia                                       |
| XII     | 2019 | Irlanda                                       | Francia                                       | Inglaterra                                    | Gales                                         | Italia                                        | Escocia                                       |
| XIII    | 2020 | Edición cancelada por la pandemia de COVID-19 | Edición cancelada por la pandemia de COVID-19 | Edición cancelada por la pandemia de COVID-19 | Edición cancelada por la pandemia de COVID-19 | Edición cancelada por la pandemia de COVID-19 | Edición cancelada por la pandemia de COVID-19 |
| XIV     | 2021 | Inglaterra                                    | Francia                                       | Irlanda                                       | Gales                                         | Italia                                        | Escocia                                       |
| XV      | 2022 | Irlanda                                       | Francia                                       | Inglaterra                                    | Italia                                        | Gales                                         | Escocia                                       |
| XVI     | 2023 | Irlanda                                       | Francia                                       | Italia                                        | Inglaterra                                    | Escocia                                       | Gales                                         |
| XVII    | 2024 | Inglaterra                                    | Irlanda                                       | Francia                                       | Italia                                        | Gales                                         | Escocia                                       |
| XVIII   | 2025 | Francia                                       | Inglaterra                                    | Gales                                         | Italia                                        | Escocia                                       | Irlanda                                       |
| XIX     | 2026 | A disputarse                                  | A disputarse                                  | A disputarse                                  | A disputarse                                  | A disputarse                                  | A disputarse                                  |

## Posiciones
- Número de veces que las selecciones ocuparon cada posición en todas las ediciones.

| Equipo     | Campeón | 2.º puesto | 3.º puesto | 4.º puesto | 5.º puesto | 6.º puesto |
| ---------- | ------- | ---------- | ---------- | ---------- | ---------- | ---------- |
| Inglaterra | 8       | 4          | 3          | 1          | 1          |            |
| Francia    | 4       | 9          | 2          | 1          | 1          |            |
| Irlanda    | 4       | 2          | 5          | 4          | 1          | 1          |
| Gales      | 1       | 2          | 5          | 4          | 4          | 1          |
| Escocia    |         |            | 1          | 3          | 5          | 8          |
| Italia     |         |            | 1          | 4          | 5          | 7          |